# Cornelis Johannes van Riemsdijk (1810-1881)
Cornelis Johannes van Riemsdijk (Hardenberg, 1 mei 1810 - Avereest, 8 november 1881) was burgemeester van de Overijsselse gemeente Stad Hardenberg.

## Leven en werk
Van Riemsdijk werd in 1810 in Hardenberg geboren als zoon van de medicinae doctor Antoni van Riemsdijk en Anna Charlotte Soeters. Zijn vader was van 1811 tot 1818 burgemeester van de gemeente Hardenberg en van 1818-1840 van Ambt Hardenberg. Evenals zijn vader werd ook hij burgemeester. Van 1860 tot 1874 was hij burgemeester en secretaris van Stad Hardenberg. Daarvoor was hij al wethouder van deze gemeente.
Hij trouwde op 3 maart 1835 te Stad Hardenberg met Ottonia Hoenderken, dochter van burgemeester Lucas Hoenderken en Hermanna Elisabeth van Riemsdijk. Uit dit huwelijk werd een zoon Otto geboren, die burgemeester van Gramsbergen zou worden. Zijn vrouw overleed een week later in het kraambed. Op 15 november 1838 hertrouwde hij in Stad Hardenberg met Carolina Johanna Crull. Uit dit tweede huwelijk werd in 1839 Anna Charlotte geboren, zij trouwde met J.H. van Barneveld, die van 1860 tot 1878 burgemeester van Avereest was. Van Riemsdijk overleed in november 1881 op 71-jarige leeftijd in Avereest.